# SP-181
A SP-181 é uma rodovia transversal do estado de São Paulo, administrada pelo Departamento de Estradas de Rodagem do Estado de São Paulo (DER-SP).

## Denominações
Recebe as seguintes denominações em seu trajeto:
Nome:	João Pereira dos Santos Filho, Rodovia
- De - até:	Sumidouro - Capão Bonito
- Legislação:	DEC. 16.684 DE 26/02/81

## Descrição
Principais pontos de passagem: SP 250 (Capão Bonito) - Sumidouro

## Características

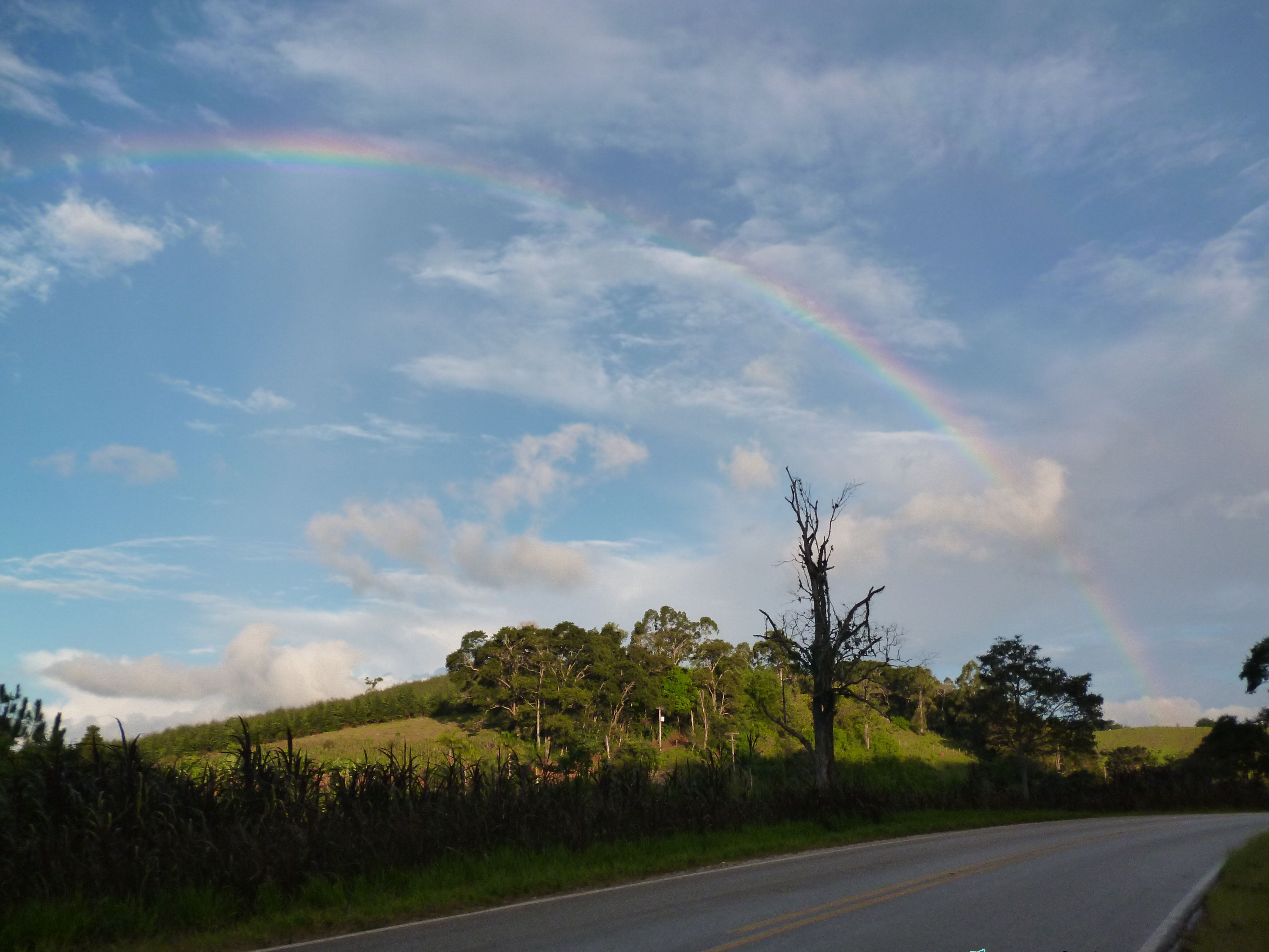
Trecho da SP-181 em Ribeirão Grande.

### Extensão
- Km Inicial: 0,000
- Km Final: 19,030

### Localidades atendidas
- Capão Bonito
- Ribeirão Grande